# Luca Ghiringhelli
Luca Ghiringhelli (Pavia, 23 gennaio 1992) è un calciatore italiano, difensore del Novara.

## Carriera

### Club

#### Gli inizi e la SPAL
Cresciuto nel Milan, disputa la prima stagione da giocatore professionista in Lega Pro Prima Divisione con la SPAL (in compartecipazione con il Milan), gioca 28 partite; viene quindi riscattato dal Milan.

#### Novara e Juve Stabia
Nell'estate 2012 va in compartecipazione al Novara per disputare il campionato di Serie B, dove fa il suo esordio il 25 agosto 2012 contro il Grosseto e segna il suo primo gol in azzurro contro l'Empoli il 1º settembre 2012 al 29'.
Il 4 luglio 2013 si trasferisce alla Juve Stabia, in Serie B. Con le vespe ha fatto il suo esordio contro lo Spezia il 31 agosto 2013, entrando al posto di Simone Ciancio.

#### Pavia e Reggiana
Nel luglio 2014 approda al Pavia, la squadra della sua città natale. L'11 luglio 2016 passa alla Reggiana.

#### Cittadella
Il 25 luglio 2018 viene ingaggiato dal Cittadella in Serie B. Il 13 aprile 2019, segna la sua prima rete in maglia granata nella sconfitta fuori casa per 4-2 contro la Salernitana. Lascia la società veneta dopo tre stagioni, in cui ha disputato sempre i play-off ed ha collezionato un totale di 86 presenze e 2 gol. 

#### Ternana
Il 9 giugno 2021 viene ufficializzato il suo ingaggio da parte della Ternana, con cui sottoscrive un contratto di tre stagioni.

#### Südtirol e ritorno alla SPAL
Il 10 luglio 2023 viene acquistato dal Südtirol.
Il 31 gennaio 2024 viene ceduto in prestito alla SPAL, tornando in biancazzurro dopo quasi 12 anni.

#### Ritorno al Novara
Il 16 luglio 2024 si trasferisce al Novara, squadra in cui aveva già militato nella stagione 2012-2013.

### Nazionale
Ha fatto parte della nazionale Under-19 italiana dal 2010 al 2011, giocando 7 partite. Ha esordito il 22 settembre 2010 contro i pari età della Serbia, entrando nella ripresa al posto di Simone Benedetti.

## Statistiche

### Presenze e reti nei club
Statistiche aggiornate al 3 febbraio 2025.
| Stagione          | Squadra           | Campionato        | Campionato | Campionato | Coppe nazionali | Coppe nazionali | Coppe nazionali | Coppe continentali | Coppe continentali | Coppe continentali | Altre coppe | Altre coppe | Altre coppe | Totale | Totale |
| Stagione          | Squadra           | Comp              | Pres       | Reti       | Comp            | Pres            | Reti            | Comp               | Pres               | Reti               | Comp        | Pres        | Reti        | Pres   | Reti   |
| ----------------- | ----------------- | ----------------- | ---------- | ---------- | --------------- | --------------- | --------------- | ------------------ | ------------------ | ------------------ | ----------- | ----------- | ----------- | ------ | ------ |
| 2011-2012         | SPAL              | 1D                | 28+2       | 0          | CI-LP           | 5               | 0               | -                  | -                  | -                  | -           | -           | -           | 35     | 0      |
| 2012-2013         | Novara            | B                 | 22         | 1          | CI              | 2               | 0               | -                  | -                  | -                  | -           | -           | -           | 24     | 1      |
| 2013-2014         | Juve Stabia       | B                 | 28         | 0          | CI              | 2               | 0               | -                  | -                  | -                  | -           | -           | -           | 30     | 0      |
| 2014-2015         | Pavia             | LP                | 30+1       | 1+0        | CI-LP           | 1               | 1               | -                  | -                  | -                  | -           | -           | -           | 32     | 2      |
| 2015-2016         | Pavia             | LP                | 25         | 0          | CI+CI-LP        | 4+1             | 0               | -                  | -                  | -                  | -           | -           | -           | 30     | 0      |
| Totale Pavia      | Totale Pavia      | Totale Pavia      | 55+1       | 1          |                 | 6               | 1               |                    | -                  | -                  |             | -           | -           | 62     | 2      |
| 2016-2017         | Reggiana          | LP                | 28+5       | 1+1        | CI+CI-LP        | 2+0             | 0               | -                  | -                  | -                  | -           | -           | -           | 35     | 2      |
| 2017-2018         | Reggiana          | C                 | 29+5       | 1+0        | CI+CI-C         | 2+1             | 0               | -                  | -                  | -                  | -           | -           | -           | 37     | 1      |
| Totale Reggiana   | Totale Reggiana   | Totale Reggiana   | 57+10      | 2+1        |                 | 5               | 0               |                    | -                  | -                  |             | -           | -           | 72     | 3      |
| 2018-2019         | Cittadella        | B                 | 25+4       | 1+0        | CI              | 2               | 0               | -                  | -                  | -                  | -           | -           | -           | 31     | 1      |
| 2019-2020         | Cittadella        | B                 | 23+1       | 0          | CI              | 2               | 0               | -                  | -                  | -                  | -           | -           | -           | 26     | 0      |
| 2020-2021         | Cittadella        | B                 | 24+5       | 1+0        | CI              | 0               | 0               | -                  | -                  | -                  | -           | -           | -           | 29     | 1      |
| Totale Cittadella | Totale Cittadella | Totale Cittadella | 72+10      | 2          |                 | 4               | 0               |                    | -                  | -                  |             | -           | -           | 86     | 2      |
| 2021-2022         | Ternana           | B                 | 23         | 0          | CI              | 3               | 0               | -                  | -                  | -                  | -           | -           | -           | 26     | 0      |
| 2022-2023         | Ternana           | B                 | 13         | 1          | CI              | 1               | 0               | -                  | -                  | -                  | -           | -           | -           | 14     | 1      |
| Totale Ternana    | Totale Ternana    | Totale Ternana    | 36         | 1          |                 | 4               | 0               |                    | -                  | -                  |             | -           | -           | 40     | 1      |
| 2023-gen. 2024    | Südtirol          | B                 | 5          | 0          | CI              | 1               | 0               | -                  | -                  | -                  | -           | -           | -           | 6      | 0      |
| gen.-giu. 2024    | SPAL              | C                 | 13         | 1          | CI-C            | -               | -               | -                  | -                  | -                  | -           | -           | -           | 13     | 1      |
| Totale SPAL       | Totale SPAL       | Totale SPAL       | 41+2       | 1          |                 | 5               | 0               |                    | -                  | -                  |             | -           | -           | 48     | 1      |
| 2024-2025         | Novara            | C                 | 21         | 0          | CI-C            | 2               | 0               | -                  | -                  | -                  | -           | -           | -           | 23     | 0      |
| Totale Novara     | Totale Novara     | Totale Novara     | 43         | 1          |                 | 4               | 0               |                    | -                  | -                  |             | -           | -           | 47     | 1      |
| Totale carriera   | Totale carriera   | Totale carriera   | 337+23     | 8+1        |                 | 31              | 1               |                    | -                  | -                  |             | -           | -           | 391    | 10     |

### Cronologia presenze e reti in nazionale
| Cronologia completa delle presenze e delle reti in nazionale ― Italia under 19 | Cronologia completa delle presenze e delle reti in nazionale ― Italia under 19 | Cronologia completa delle presenze e delle reti in nazionale ― Italia under 19 | Cronologia completa delle presenze e delle reti in nazionale ― Italia under 19 | Cronologia completa delle presenze e delle reti in nazionale ― Italia under 19 | Cronologia completa delle presenze e delle reti in nazionale ― Italia under 19 | Cronologia completa delle presenze e delle reti in nazionale ― Italia under 19 | Cronologia completa delle presenze e delle reti in nazionale ― Italia under 19 |
| Data                                                                           | Città                                                                          | In casa                                                                        | Risultato                                                                      | Ospiti                                                                         | Competizione                                                                   | Reti                                                                           | Note                                                                           |
| ------------------------------------------------------------------------------ | ------------------------------------------------------------------------------ | ------------------------------------------------------------------------------ | ------------------------------------------------------------------------------ | ------------------------------------------------------------------------------ | ------------------------------------------------------------------------------ | ------------------------------------------------------------------------------ | ------------------------------------------------------------------------------ |
| 22-9-2010                                                                      | Bellaria-Igea Marina                                                           | Italia under 19                                                                | 3 – 1                                                                          | Serbia under 19                                                                | Amichevole                                                                     | -                                                                              | 59’                                                                            |
| 7-10-2010                                                                      | Riga                                                                           | Lettonia under 19                                                              | 1 – 2                                                                          | Italia under 19                                                                | Qual. Europeo Under-19 2011                                                    | -                                                                              |                                                                                |
| 12-10-2010                                                                     | Riga                                                                           | Croazia under 19                                                               | 1 – 3                                                                          | Italia under 19                                                                | Qual. Europeo Under-19 2011                                                    | -                                                                              | 86’                                                                            |
| 1-12-2010                                                                      | Imola                                                                          | Italia under 19                                                                | 3 – 1                                                                          | Romania under 19                                                               | Amichevole                                                                     | -                                                                              |                                                                                |
| 24-3-2011                                                                      | Viterbo                                                                        | Italia under 19                                                                | 1 – 0                                                                          | Paesi Bassi under 19                                                           | Amichevole                                                                     | -                                                                              | 86’                                                                            |
| 19-4-2011                                                                      | Praga                                                                          | Rep. Ceca under 19                                                             | 2 – 3                                                                          | Italia under 19                                                                | Amichevole                                                                     | -                                                                              |                                                                                |
| 21-4-2011                                                                      | Praga                                                                          | Rep. Ceca under 19                                                             | 3 – 0                                                                          | Italia under 19                                                                | Amichevole                                                                     | -                                                                              | 45’                                                                            |
| 19-5-2011                                                                      | San Piero a Sieve                                                              | Italia under 19                                                                | 3 – 0                                                                          | Macedonia under 19                                                             | Amichevole                                                                     | -                                                                              | 75’                                                                            |
| Totale                                                                         |                                                                                | Presenze                                                                       | 7                                                                              |                                                                                | Reti                                                                           | 0                                                                              |                                                                                |